# Jonni Myyrä
Joonas „Jonni” Myyrä (ur. 13 lipca 1892 w Savitaipale, zm. 22 stycznia 1955 w San Francisco) – fiński lekkoatleta oszczepnik, dwukrotny mistrz olimpijski.
Na swych pierwszych igrzyskach olimpijskich w 1912 w Sztokholmie zajął 8. miejsce w rzucie oszczepem. Zwyciężył w tej konkurencji na igrzyskach w 1920 w Antwerpii. Na tych samych igrzyskach startował także w rzucie dyskiem (nie wszedł do finału) oraz pięcioboju lekkoatletycznym (nie ukończył).
Obronił tytuł mistrzowski w rzucie oszczepem na igrzyskach olimpijskich w 1924 w Paryżu. Później z powodu kłopotów finansowych wyjechał z Finlandii do Stanów Zjednoczonych.
Był pięciokrotnym rekordzistą świata w rzucie oszczepem (oficjalnie uznany tylko wynik 66,10 m z 1919).